# La resurrezione (Händel)
La resurrezione (HWV 47) è un oratorio di Georg Friedrich Händel, adattato da un libretto di Carlo Sigismondo Capece (1652–1728). Capece fu poeta di corte della Regina Maria Casimira di Polonia, che viveva in esilio a Roma. La prima fu eseguita la domenica di Pasqua, l'8 aprile 1708 a Roma, con l'aiuto del Marchese Francesco Maria Marescotti Ruspoli, all'epoca mecenate di Händel. Il lavoro racconta gli eventi fra — e durante — venerdì santo e domenica di Pasqua con l'azione portata avanti dai recitativi, l'esplorazione dei personaggi e la delineazione degli stati d'animo tramite le arie. I personaggi del dramma liturgico che appaiono nell'oratorio sono Lucifero (basso), Maria Maddalena (soprano), un angelo (soprano), San Giovanni Evangelista (tenore) e Santa Maria Cleofa (contralto).

## Prima esecuzione
Una grande orchestra fu impiegata per l'occasione, composta da 39 archi di vario tipo, 1 viola da gamba, 2 trombe, 1 trombone, e 4 oboi. La messa in scena e gli scenari furono prodotti in modo grandioso senza badare a spese e anche se la censura romana del tempo proibiva le opere, La resurrezione fu certamente prodotta in modo operistico. Fu eseguita a Palazzo Ruspoli nella sala principale al piano terra. Quattro serie di sedie a schiera furono realizzate per l'orchestra, incurvate verso il pubblico mentre si allargavano sul retro. Ventotto leggii appositamente commissionati furono costruiti per l'occasione, incisi sia con lo stemma di Ruspoli che di sua moglie. Il proscenio era decorato con un arazzo raffigurante cherubini, palme e piante ed in mezzo pendeva una targa con il nome dell'oratorio. Le 46 lettere sono state distribuite su 4 linee, ciascuna lettera di circa 18 cm di altezza. Queste lettere erano messe in risalto dalla luce, con l'aiuto di settanta lampade. Lo sfondo di tela rappresentava pittoricamente i personaggi dell'oratorio di Händel, e al centro era raffigurata la resurrezione stessa.
Il ruolo di Maria Maddalena alla prima esecuzione fu interpretato dal soprano Margherita Durastanti. La partecipazione di cantanti donna era stata vietata da un editto papale e il Papa dovette ammonire Ruspoli per aver permesso alla Durastanti di partecipare. Per le restanti prestazioni, il suo ruolo fu interpretato da un castrato. Gli unici dettagli forniti riguardo a questo individuo sono che veniva chiamato "Pippo", e che era in servizio dalla ex regina Casimira. La Durastanti poi cantò come protagonista in Agrippina di Händel. L'aria "Ho un non so che", che aveva cantato come Maria Maddalena presentando la resurrezione, apparve del tutto inadatta per lei che cantava in Agrippina, anche se in un contesto diverso. I violini alla prima rappresentazione di La resurrezione furono guidati dal famoso compositore e violinista Arcangelo Corelli che aveva anche diretto il lavoro. È stato molto probabilmente Ernst Christian Hesse ad interpretare l'esigente parte da solista di viola da gamba.
Altri cataloghi di musica di Handel hanno fatto riferimento al lavoro come HG XXXIX; e HHA I/3.

## Ruoli
| Ruolo                    | Voce               | Cast                        |
| ------------------------ | ------------------ | --------------------------- |
| Lucifero                 | basso              | Cristofano Cinotti          |
| Maria Maddalena          | soprano            | Margherita Durastanti       |
| Un angelo                | soprano castrato   | Matteo Berselli             |
| San Giovanni Evangelista | tenore             | Vittorio Chiccheri          |
| Santa Maria Cleofa       | contralto castrato | Pasquale Betti (Pasqualino) |

## Struttura
| Parte | Brano      | Personaggi                            | Incipit                                    |
| ----- | ---------- | ------------------------------------- | ------------------------------------------ |
| I     | Ouverture  |                                       |                                            |
| I     | Aria       | Angelo                                | Disserratevi, o porte d'Averno             |
| I     | Recitativo | Lucifero                              | Qual insolita luce                         |
| I     | Aria       | Lucifero                              | Caddi, è ver, ma nel cadere                |
| I     | Recitativo | Lucifero, Angelo                      | Ma che veggio? Di spiriti a me nemici      |
| I     | Aria       | Angelo                                | D'amor fu consiglio                        |
| I     | Recitativo | Lucifero, Angelo                      | E ben, questo Nume                         |
| I     | Aria       | Lucifero                              | O voi dell'Erebo                           |
| I     | Recitativo | Maddalena                             | Notte, notte funesta                       |
| I     | Aria       | Maddalena                             | Ferma l'ali, e sui miei lumi               |
| I     | Recitativo | Maria Cleofe, Maddalena               | Concedi, o Maddalena                       |
| I     | Aria       | Maria Cleofe                          | Piangete, sì, piangete                     |
| I     | Recitativo | Maddalena, Maria Cleofe               | Ahi dolce mio Signore                      |
| I     | Duetto     | Maddalena, Maria Cleofe               | Dolci chiodi, amate spine                  |
| I     | Recitativo | San Giovanni, Maddalena               | O Cleofe, o Maddalena                      |
| I     | Aria       | San Giovanni                          | Quando è parto dell'affetto                |
| I     | Recitativo | Maria Cleofe, San Giovanni, Maddalena | Ma dinne, e sarà vero                      |
| I     | Aria       | Maria Cleofe                          | Naufragando va per l'onde                  |
| I     | Recitativo | San Giovanni, Maddalena               | Itene pure, o fide                         |
| I     | Aria       | San Giovanni                          | Così la tortorella talor piange e si lagna |
| I     | Recitativo | Maddalena                             | Se Maria dunque spera                      |
| I     | Aria       | Maddalena                             | Ho un non so che nel cor                   |
| I     | Recitativo | Angelo                                | Uscite pur, uscite                         |
| I     | Finale     | Tutti                                 | Il Nume vincitor                           |
| II    | Ouverture  |                                       |                                            |
| II    | Recitativo | San Giovanni                          | Di quai nuovi portenti                     |
| II    | Aria       | San Giovanni                          | Ecco il sol, ch'esce dal mare              |
| II    | Recitativo | San Giovanni                          | Ma ove Maria dimora                        |
| II    | Aria       | Angelo                                | Risorga il mondo                           |
| II    | Recitativo | Angelo                                | Di rabbia indarno freme                    |
| II    | Recitativo | Lucifero, Angelo                      | Misero! Ho pur udito?                      |
| II    | Aria       | Lucifero                              | Per celare il nuovo scorno                 |
| II    | Recitativo | Angelo                                | Oh come cieco il tuo furor delira!         |
| II    | Duetto     | Lucifero, Angelo                      | Impedirlo saprò                            |
| II    | Recitativo | Maddalena, Maria Cleofe               | Amica, troppo tardo                        |
| II    | Aria       | Maddalena                             | Per me già di morire                       |
| II    | Recitativo | Lucifero                              | Ahi, abborrito nome!                       |
| II    | Aria       | Maria Cleofe                          | Vedo il ciel, che più sereno               |
| II    | Recitativo | Maddalena, Maria Cleofe, Angelo       | Cleofe, siam giunte al luogo               |
| II    | Aria       | Angelo                                | Se per colpa di donna infelice             |
| II    | Recitativo | Maddalena                             | Mio Gesù, mio Signore                      |
| II    | Aria       | Maddalena                             | Del ciglio dolente                         |
| II    | Recitativo | Maria Cleofe                          | Sì, sì cerchiamo pur                       |
| II    | Aria       | Maria Cleofe                          | Augeletti, ruscelletti                     |
| II    | Recitativo | San Giovanni, Maria Cleofe            | Dove sì frettolosi                         |
| II    | Aria       | San Giovanni                          | Caro Figlio, amato Dio                     |
| II    | Recitativo | Maddalena, Maria Cleofe, San Giovanni | Cleofe, Giovanni, udite                    |
| II    | Aria       | Maddalena                             | Se impassibile, immortale                  |
| II    | Recitativo | Maddalena, Maria Cleofe, San Giovanni | Sì, sì col Redentore                       |
| II    | Finale     | Tutti                                 | Diasi lode in cielo, in terra              |